# Шишов, Юрий Александрович
Юрий Александрович Шишов — советский хозяйственный, государственный и политический деятель.

## Биография
Родился в 1924 году в Тбилиси. Член КПСС с 1945.
Участник Великой Отечественной войны, радиотелеграфист. С 1950 года — на хозяйственной, общественной и политической работе. В 1950—1991 гг. — хозяйственный и партийный работник в городе Москве, 2-й секретарь, 1-й секретарь Бабушкинского райкома КПСС города Москвы, сотрудник аппарата Московского горкома КПСС, генеральный консул СССР в городе Лейпциге Германской Демократической Республики.
Делегат XXV съезда КПСС.
Умер после 1991 года.